# WDR Kiraka
WDR Kiraka (stylisée « KiRaKa », abréviation de Kinderradiokanal, « chaîne de radio pour enfants » en allemand) était une station de radio allemande de la Westdeutscher Rundfunk créée en 2006 et disparue en 2019.

## Identité visuelle

Logo de KiRaKa de 2012 à 2016
Logo de KiRaKa de 2016 au 30 novembre 2019

## Diffusion
Les auditeurs peuvent avoir accès à WDR Kiraka par satellite (par le satellite Astra 19,2 degrés Est avec une fréquence de 12.226 H (SR 27500, FEC 3/4)), par internet, par câble et par les nouveaux moyens du Digital Audio Broadcasting et de la Digital Radio Mondiale.

## Programme
La chaîne est connue pour la diffusion des émissions Lilipuz et Bärenbude (de) et pour sa programmation diversifiée pour de jeunes enfants entre trois et douze ans spécialement. La chaîne a commencé sa diffusion le 23 mai 2009 qui commence à 6 heures du matin et qui finit à 22 heures du soir chaque jour.   